# Nhiễu xạ điện tử tán xạ ngược
Nhiễu xạ điện tử tán xạ ngược (EBSD) là một kỹ thuật sử dụng máy quét điện tử (SEM) để nghiên cứu cấu trúc tinh thể của các vật liệu. EBSD được thực hiện trên một SEM trang bị bộ cảm biến EBSD bao gồm ít nhất một màn hình phát quang, một ống kính nhỏ gọn và một máy ảnh ccd. Trong cấu hình này, tia phát xạ SEM đập vào mẫu nghiêng. Khi các electron tia ngược trở lại rời khỏi mẫu, chúng tương tác với các mặt phẳng tuần hoàn nguyên tử của tinh thể và phân khuếch theo định luật Bragg ở các góc phân tán khác nhau trước khi đến màn hình phát quang tạo thành các mẫu Kikuchi (EBSPs). Độ phân giải không gian EBSD phụ thuộc vào nhiều yếu tố, bao gồm tính chất của vật liệu được nghiên cứu và chuẩn bị mẫu. Do đó, các EBSP có thể được chỉ số hóa để cung cấp thông tin về cấu trúc hạt của vật liệu, hướng hạt và pha tại tỉ lệ micro. EBSD được áp dụng cho nghiên cứu nhiễu và khuyết tật tinh thể, biến dạng nhựa và phân tích thống kê cho trung bình lệch hướng, kích thước hạt và cấu trúc tinh thể. EBSD cũng có thể được kết hợp với phổ xạ tia X phân tán năng lượng (EDS), quang xạ điện cực (CL) và phổ xạ tia X phân tán bước sóng (WDS) để xác định pha tiên tiến của khám phá vật liệu.
Tổng quát, EBSD là một kỹ thuật đa dụng và mạnh mẽ có thể cung cấp thông tin quý giá về cấu trúc và tính chất của rất nhiều loại vật liệu. Do đó, EBSD được sử dụng rộng rãi trong khoa học và kỹ thuật vật liệu, địa chất và nghiên cứu sinh học. Nó là một công cụ chủ chốt để phát triển các vật liệu mới và hiểu hành vi của chúng trong các điều kiện khác nhau.
Sự thay đổi và suy giảm trong các mẫu điện tử quay lại (EBSPs) cung cấp thông tin về sự bóp méo của lưới tinh thể trong khối lượng phân tán. Sự suy giảm chất lượng của mẫu điện tử quay lại (tức, chất lượng mờ đục) có thể được sử dụng để đánh giá mức độ đàn hồi. Sự thay đổi vị trí trục vùng của EBSP có thể đo lường căng thẳng đàn hồi dư và sự xoay nhỏ của lưới tinh thể. EBSD cũng có thể cung cấp thông tin về mật độ dislocation cần thiết hình học (GND). Tuy nhiên, sự bóp méo của lưới tinh thể được đo đối với một mẫu tham chiếu (EBSP0). Sự lựa chọn mẫu tham chiếu ảnh hưởng đến độ chính xác đo lường; ví dụ, một mẫu tham chiếu bị bóp méo trong trường hợp căng sẽ trực tiếp giảm giá trị căng dọc của bản đồ HR-EBSD trong khi ảnh hưởng gián tiếp đến các thành phần khác và phân bố không gian của căng. Hơn nữa, lựa chọn EBSP0 một chút ảnh hưởng đến phân bố và độ lớn của mật độ GND. 

## Hình thành mẫu và thu thập

### Thiết lập hình học và hình thành mẫu

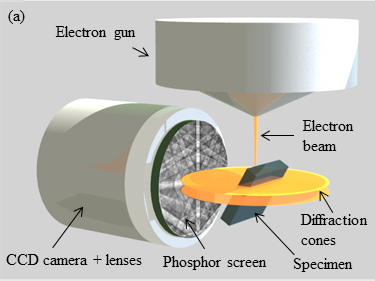
Cấu hình phần cứng tiêu chuẩn của EBSD bên trong máy quét tia electron với nguồn electron phát xạ trường

Để thực hiện kỹ thuật EBSD, mẫu tinh thể bằng phẳng được đặt vào một phòng thí nghiệm quét tia electron (SEM), nghiêng khoảng 70 độ so với vị trí ban đầu của SEM và 110 độ so với máy ảnh tán xạ. Khi tia electron của SEM va chạm vào mẫu, các electron phản xạ lại sẽ tương tác với các mặt phẳng tinh thể của nguyên tử và tán xạ theo định luật Bragg tại các góc tán xạ khác nhau trước khi đến tấm chấp phát quang để tạo thành các mẫu Kikuchi (EBSPs). Kỹ thuật EBSD được sử dụng rộng rãi trong khoa học và kỹ thuật vật liệu, địa chất và nghiên cứu sinh học để hiểu rõ hơn về cấu trúc và tính chất của các vật liệu và giúp phát triển các vật liệu mới. Việc nghiêng mẫu làm kéo dài khối lượng tương tác vuông góc với trục nghiêng, cho phép nhiều electron rời khỏi mẫu hơn do tán xạ co dãn, cung cấp độ tương phản tốt hơn. Bức xạ electron có năng lượng cao (thường là 20 kV) được tập trung vào một khối lượng nhỏ và phân tán ở độ phân giải không gian khoảng ~20 nm tại bề mặt mẫu. Độ phân giải không gian của kỹ thuật EBSD thay đổi theo góc rộng,  khối lượng tương tác,  tính chất của vật liệu được nghiên cứu,  và trong khuếch tán Kikuchi qua mẫu dày; Do đó, tăng năng lượng của tia electron làm tăng thể tích tương tác và làm giảm độ phân giải không gian.
Màn hình phốt pho được đặt trong buồng mẫu của SEM ở góc khoảng 90° với cực từ. Nó được kết nối với một ống kính nhỏ gọn để lấy hình từ màn hình phốt pho và chuyển tải hình ảnh đó lên CCD (hoặc CMOS, Semiconductor Ôxi Kim Loại Bù Trừ).) Máy ảnh kích thích vật liệu phát quang trên màn hình phốt phát. Trong cấu hình này, khi những electron phản xạ ngược này rời khỏi mẫu, chúng tương tác với các mặt phẳng lưới nguyên tử chu kỳ của tinh thể và gây gợn tán theo định luật Bragg ở một loạt các góc gợn ({\displaystyle 2\theta _{hkl}}). Các electron phản xạ ngược tạo thành đường Kikuchi - có độ sáng khác nhau - trên một tấm/phim màn hình dẫn điện cho electron (thường là phosphor), được tập hợp để tạo thành một dải Kikuchi. Những đường Kikuchi này là dấu vết của một đường cong hyperbolic được tạo thành bởi sự giao nhau của các hình nón Kossel với mặt phẳng của màn hình phosphor. Chiều rộng của một dải Kikuchi liên quan đến các góc phân tán và do đó khoảng cách mạch tinh thể ({\displaystyle d_{hkl}}). Kikuchi đã đặt tên cho các đường và mẫu Kikuchi này theo tên của mình, người đã cùng với Shoji Nishikawa là người đầu tiên nhận thấy mẫu tán xạ này trong việc sử dụng kính hiển vi truyền nhiễu điện tử (TEM) vào năm 1928. Điều này có hình học tương tự với mô hình Kossel của tia X.
Các dải Kikuchi được sắp xếp theo thứ tự hệ thống, có một loạt độ sáng dọc theo chiều rộng của chúng, giao nhau quanh trung tâm của các vùng quan tâm (ROI), mô tả khối lượng mẫu được xác định tinh thể học. Các dải và sự giao nhau của chúng tạo thành những gì được biết đến là mô hình Kikuchi hoặc mô hình phản xạ điện tử (EBSP). Để cải thiện độ tương phản, nền của các mô hình được sửa đổi bằng cách loại bỏ phản xạ không đồng hướng/không co giãn bằng cách sử dụng sửa đổi nền tĩnh hoặc sửa đổi nền động.

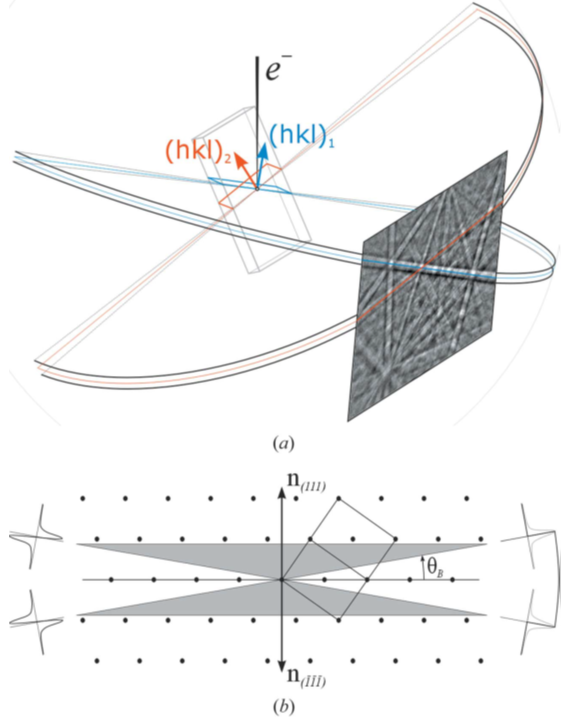
Côn Kossel được hình thành bằng cách giao nhau với màn hình CCD để tạo thành EBSP có thể được chỉ mục bằng Chỉ số Bravais-Miller

Nếu hệ thống hình học được miêu tả tốt, ta có thể liên kết các dải hiện có trong mô hình tán xạ với mạng tinh thể và hướng của vật liệu trong thể tích tương tác điện tử. Mỗi dải có thể được chỉ mục cá nhân bằng chỉ số Miller của mặt tán xạ tạo thành nó. Trong hầu hết các vật liệu, chỉ có ba dải/mặt tán xạ giao nhau và đủ để mô tả một giải pháp duy nhất cho hướng tinh thể (dựa trên góc giữa các mặt tán xạ). Hầu hết các hệ thống thương mại sử dụng bảng tra cứu với cơ sở dữ liệu tinh thể quốc tế để chỉ mục. Hướng tinh thể này liên quan đến hướng của mỗi điểm được lấy mẫu so với một hướng tinh thể tham chiếu.
Mô tả 'hình học' này liên quan đến giải pháp động học (sử dụng điều kiện Bragg) rất mạnh mẽ và hữu ích cho phân tích hướng và texture, nhưng nó chỉ mô tả hình học của mạng tinh thể. Nó bỏ qua nhiều quá trình vật lý trong vật liệu tán xạ. Để mô tả các đặc điểm tinh vi hơn trong mẫu tán xạ electron (EBSP), ta cần sử dụng một mô hình động học của nhiều chùm tia (ví dụ: sự thay đổi trong độ sáng của các dải trong mẫu thực nghiệm không phù hợp với giải pháp động học liên quan đến hệ số cấu trúc).

### Các bộ cảm biến EBSD
EBSD được thực hiện trên SEM được trang bị bộ cảm biến EBSD bao gồm ít nhất một màn hình phosphor, ống kính nhỏ gọn và máy ảnh CCD ánh sáng thấp. Hệ thống EBSD thương mại thường có một trong hai loại máy ảnh CCD khác nhau: để đo lường nhanh, chip CCD có độ phân giải gốc là 640×480 pixel; để đo lường chậm hơn và nhạy hơn, độ phân giải của chip CCD có thể lên đến 1600×1200 pixel.  
Lợi thế lớn nhất của bộ cảm biến độ phân giải cao là độ nhạy cao hơn, do đó thông tin trong mỗi mẫu tán xạ có thể được phân tích chi tiết hơn. Đối với đo hướng và texture, các mẫu tán xạ được chia thành các nhóm để giảm kích thước và thời gian tính toán. Hệ thống EBSD hiện đại dựa trên CCD có thể chỉ mục các mẫu tán xạ với tốc độ lên đến 1800 mẫu/giây. Điều này cho phép tạo ra các bản đồ vi mô cấu trúc nhanh và chi tiết.  

### Chuẩn bị mẫu
Lý tưởng, mẫu nên ổn định trong khí chân không và được gắn bằng chất dẫn (ví dụ như hỗn hợp epoxy thermoset được điền đồng và SiO2) để giảm thiểu sự trôi ảnh và hiện tượng intensify blooming do tia electron gây ra khi mẫu bị sạc. Vì chất lượng của EBSP rất nhạy cảm với việc chuẩn bị bề mặt, mẫu nên được mài bằng giấy nhám SiC từ 240 xuống đến 4000 grit và đánh bóng bằng kem kim cương (từ 9 đến 1 µm), sau đó xử lý bằng silica đồng kết tinh 50 nm trong 2 giờ (với tốc độ 50 vòng/phút và lực 5N) để tạo ra một bề mặt phẳng mà không có hiện tượng nhiễu từ quá trình chuẩn bị và đảm bảo sự nhất quán giữa các mẫu để có thể so sánh. Sau đó, mẫu cần được làm sạch trong 20 phút trong bồn tắm làm sạch siêu âm bằng ethanol, sau đó rửa sạch bằng nước cất và cuối cùng được sấy khô với máy sấy khí nóng. Để chuẩn bị bề mặt cuối cùng, mẫu cần được ion mài bằng tia hai bề mặt 7,5 keV trong 15 phút với góc súng là 8°.

 
Trong kính hiển vi quét điện tử (SEM), kích thước của khu vực đo xác định độ phân giải và thời gian đo cục bộ. Để có các EBSP chất lượng cao, được khuyến nghị sử dụng dòng điện 15 nA, năng lượng tia 20 keV, khoảng cách làm việc 18mm, thời gian chiếu dài và tối thiểu hóa việc ghép mẫu. Màn hình phosphor EBSD cũng nên được đặt ở khoảng cách làm việc 18mm với độ phân giải ít nhất 800600, thời gian chiếu mỗi mẫu 180 mili-giây, ghép mẫu 22, và kích thước bước đi của bản đồ nhỏ hơn 0,5µm. Các nguồn tham khảo cho khuyến nghị này là các bài báo khoa học của Britton et al. (2013), Jiang et al. (2013), Abdolvand và Wilkinson (2016), và Koko et al. (2023).

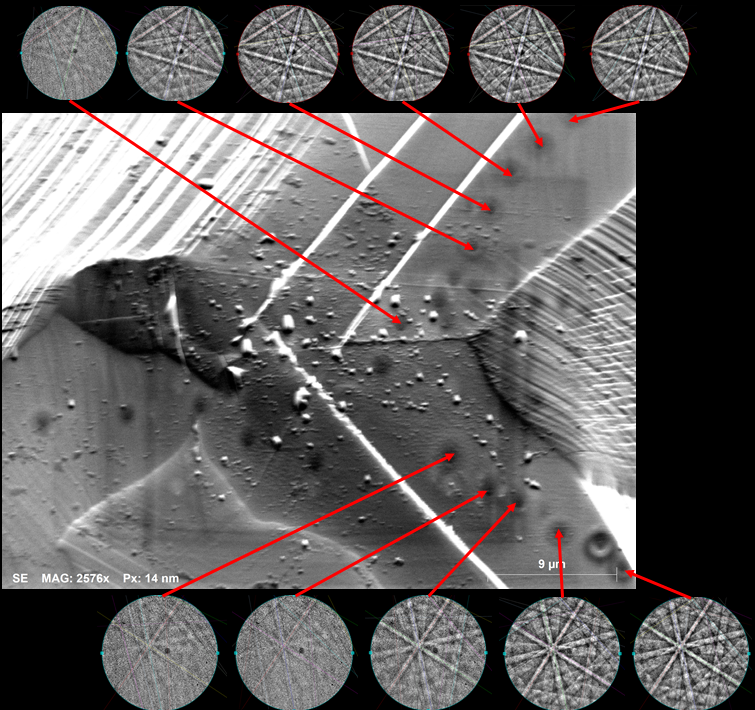
Sự suy giảm chất lượng mẫu do tích tụ carbon tại một vị trí được phóng đại cao sau khi thu thập dữ liệu EBSP trong vòng 3 giờ xung quanh một song song biến dạng trong giai đoạn ferrite của thép không gỉ đôi.

Sự phân hủy bằng tia electron của các hydrocarbon khí gây ra hiện tượng tích tụ carbon làm ảnh hưởng đến chất lượng của các mẫu trong quá trình thu thập EBSPs chậm. Các tích tụ cacbon gây suy giảm chất lượng của EBSPs trong khu vực được kiểm tra so với EBSPs bên ngoài cửa sổ thu thập. Độ suy giảm mẫu tăng dần khi di chuyển vào phía trong khu vực được kiểm tra với sự tích tụ carbon hiển nhiên. Những đốm đen từ sự tích tụ carbon ngay lập tức do tia cũng làm nổi bật sự kết tủa ngay cả khi không có sự tích tụ.

### Độ phân giải độ sâu

Thể tích tương tác giữa điện tử và vật liệu và các loại tín hiệu được tạo ra.

Độ phân giải độ sâu của EBSD được chấp nhận rộng rãi dao động từ 10 đến 40 nm, giảm theo số nguyên tử của vật liệu. Tuy nhiên, khi sử dụng một lớp phủ Crôm trong suốt có độ dày khác nhau trên một tinh thể đơn Silic, các đo đạc thực nghiệm đã chỉ ra rằng độ phân giải độ sâu có thể thấp hơn nữa, đạt đến 2 nm. Điều này được xác định thông qua việc chất lượng mẫu Silic giảm khoảng 50% khi sử dụng FEG-SEM với điều kiện tia 15 kV, khoảng cách làm việc 15 mm giữa tia và mẫu và 65 mm giữa mẫu và bộ thu, mà không xem xét hiệu ứng kênh tia electron (electron channelling). Tuy nhiên, khi sử dụng một phương pháp thực nghiệm tương tự, đã báo cáo kết quả khác nhau, ví dụ như Isabell và David. kết luận rằng độ phân giải độ sâu có thể đạt tới 1 µm do tán xạ không đàn hồi (bao gồm nhòe vuông góc và tác động channelling).

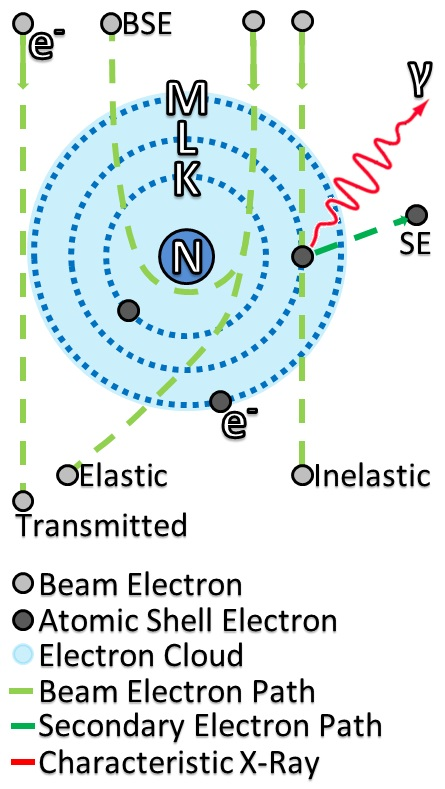
Hình vẽ minh họa tương tác giữa tia electron với mẫu. K, L, và M là các lớp electron. N là hạt nhân mẫu. Gamma là photon đặc trưng phát ra khi các electron phụ (Secondary Electron) bị bắn ra. BSE là Electron Phản Xạ Lại. Các electron khác được gọi là Electron hình thành ảnh (imaging electron).

 Những thí nghiệm này rất khó khăn do yêu cầu sử dụng thiết bị chính xác và được hiệu chuẩn tốt, kết quả thu được còn phụ thuộc vào cách giải thích. Điều này là do
 
Có nhiều ý kiến khác nhau về định nghĩa của độ phân giải độ sâu. Ví dụ, nó có thể được xác định là độ sâu mà khoảng 92% tín hiệu được tạo ra, hoặc được xác định bởi chất lượng mẫu, hoặc mơ hồ như "nơi mà thông tin hữu ích được thu được".
- Giá trị báo cáo về độ sâu của thông tin không đề cập đến định nghĩa hoặc không có lý do cho định nghĩa độ phân giải sâu. Hơn nữa, hầu hết các thí nghiệm đo độ sâu của thông tin không cung cấp thông tin về kích thước tia, góc nghiêng, khoảng cách giữa tia và mẫu và khoảng cách giữa mẫu và bộ thu - đôi khi thậm chí là năng lượng của tia. Đây là các thông số quan trọng để xác định (hoặc mô phỏng) độ phân giải sâu của các mẫu, vì lượng tương tác, giảm với số nguyên tử hoặc mật độ mẫu, tăng lên với năng lượng và kích thước của tia. [39] Thường không xem xét tác động của dòng tia đến độ phân giải sâu trong các thí nghiệm hoặc mô phỏng. Tuy nhiên, nó ảnh hưởng đến kích thước và tỷ lệ tín hiệu / tạp âm của điểm tia,[44][45][46] ảnh hưởng đến độ phân giải sâu và chi tiết trong mẫu.

Có thể sử dụng phương pháp mô phỏng Monte Carlo (MC) là một cách tiếp cận thay thế khác để định lượng độ phân giải sâu cho quá trình tạo ra EBSPs, có thể được ước tính bằng lý thuyết sóng Bloch, trong đó các electron chính phản xạ - sau khi tương tác với lưới tinh thể - rời khỏi bề mặt mang theo thông tin về tình tinh thể của khối lượng tương tác với các electron đó. Phân bố năng lượng của electron chính phản xạ (BSE) phụ thuộc vào đặc tính vật liệu và điều kiện tia. Trường sóng BSE cũng bị ảnh hưởng bởi quá trình phân tán phân khủng hoảng nhiệt gây ra sự phân tán không xúc tác và không đàn hồi (mất năng lượng) - sau các sự kiện gợn Bragg - nhưng vẫn chưa có mô tả vật lý hoàn chỉnh có thể liên quan đến cơ chế tạo nên độ phân giải sâu của EBSP.
Quan trọng nhất là, cả thực nghiệm lẫn mô phỏng đều giả định bề mặt trong trạng thái ban đầu và có độ phân giải sâu đồng nhất, tuy nhiên điều này không đúng đối với mẫu bị biến dạng. 

## Phân tích hướng và ánh xạ pha

### Chỉ mục mô hình

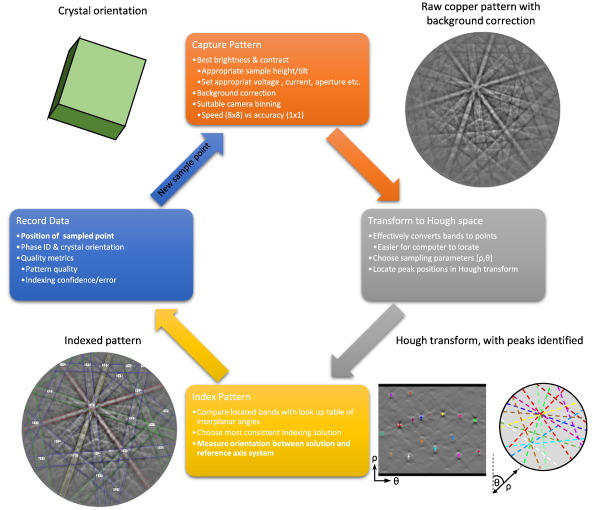
Tổng quan về quy trình chỉ số hóa EBSD, cho thấy quá trình thu thập mẫu gợn cho đến xác định hướng tinh thể.

Chỉ số hóa thường là bước đầu tiên trong quá trình EBSD sau khi thu thập mẫu gợn. Điều này cho phép xác định hướng tinh thể tại một thể tích đơn lẻ của mẫu từ nơi mà mẫu gợn đã được thu thập. Với phần mềm EBSD, thường sử dụng một thuật toán toán học dựa trên phép biến đổi Hough đã được sửa đổi để phát hiện các dải mẫu, trong đó mỗi pixel trong không gian Hough đại diện cho một đường/dải duy nhất trong EBSP. Phép biến đổi Hough cho phép phát hiện các dải mẫu, một công việc khó khăn để tìm thấy bằng máy tính trong EBSP ban đầu. Sau khi vị trí các dải đã được phát hiện, có thể liên kết các vị trí này với hướng tinh thể bên dưới, vì góc giữa các dải đại diện cho góc giữa các mặt trong lưới tinh thể. Do đó, khi vị trí/góc giữa ba dải đã biết, có thể xác định được giải pháp hướng. Trong các vật liệu có đối xứng cao, thường sử dụng nhiều hơn ba dải để đo và xác minh đo lường hướng.
Để nghiên cứu vật liệu, mẫu tán xạ sẽ được xử lý trước để loại bỏ nhiễu, sửa các sai sót của bộ phận phát hiện và chuẩn hóa cường độ. Sau đó, mẫu tán xạ này sẽ được so sánh với một thư viện các mẫu tham chiếu cho vật liệu đang được nghiên cứu. Những mẫu tham chiếu này được tạo ra dựa trên cấu trúc tinh thể của vật liệu và hướng của lưới tinh thể đã biết trước. Bằng cách sử dụng nhiều thuật toán khác nhau, ta sẽ xác định được hướng của lưới tinh thể tạo ra sự phù hợp tốt nhất với mẫu tán xạ đo được. Hiện nay, phần lớn các phần mềm EBSD thương mại đều thực hiện ba phương pháp dẫn đầu của chỉ mục: bỏ phiếu ba bộ; Giảm thiểu sự khác biệt giữa mẫu thực nghiệm và hướng tính toán để tìm được hướng phù hợp nhất, Việc cộng thêm hoặc lấy trung bình của các mẫu láng giềng và tái chỉ mục, NPAR, là một phương pháp thường được sử dụng để cải thiện độ chính xác của kết quả chỉ mục hướng) để tìm ra một giải pháp duy nhất cho hướng tinh thể đơn, có liên quan đến các hướng tinh thể khác trong lĩnh vực quan sát.
Triplet voting là quá trình xác định nhiều bộ "triplet" liên quan đến các giải pháp khác nhau cho hướng tinh thể; mỗi hướng tinh thể được xác định từ mỗi bộ triplet sẽ nhận được một phiếu. Nếu bốn mẫu cho cùng một hướng tinh thể, thì sẽ có bốn phiếu (tương đương với tổ hợp ba lấy bốn) được gửi đến cho giải pháp cụ thể đó. Do đó, hướng tinh thể ứng viên có số phiếu cao nhất sẽ là giải pháp có khả năng cao nhất cho hướng tinh thể đang có. Số phiếu cho giải pháp được chọn so với tổng số phiếu mô tả sự tự tin trong giải pháp cơ bản. Cần thận trọng trong việc hiểu và giải thích chỉ mục 'độ tự tin' này, vì một số hướng tinh thể giả đối xứng có thể dẫn đến sự thiếu tự tin cho một giải pháp so với giải pháp khác. Để giảm thiểu độ khớp, quá trình bắt đầu bằng việc xác định tất cả các hướng có thể cho một bộ triplet. Khi thêm vào nhiều dải hơn, số lượng các hướng ứng viên giảm, và điều này dẫn đến việc hội tụ đến một giải pháp duy nhất cho hướng tinh thể. Sự khớp giữa hướng đo lường và mẫu thu được có thể được xác định.
Tổng thể, quá trình chỉ mục mẫu phân tán tia electron bằng EBSD liên quan đến một tập hợp phức tạp các thuật toán và tính toán, nhưng là quan trọng để xác định cấu trúc tinh thể và hướng của vật liệu với độ phân giải không gian cao. Quá trình chỉ mục liên tục được cải tiến, với các thuật toán và kỹ thuật mới được phát triển để cải thiện độ chính xác và tốc độ của quá trình.
Sau đó, chỉ số độ tin cậy được tính toán để xác định chất lượng của kết quả chỉ mục. Chỉ số độ tin cậy dựa trên độ khớp giữa mẫu đo và mẫu tham chiếu. Ngoài ra, nó còn xem xét các yếu tố như mức độ nhiễu, độ phân giải của cảm biến và chất lượng mẫu.

### Tâm mẫu phân xạ
Để liên kết với hướng tinh thể, giống như trong phân tích phân tán tia X, cần phải biết hình học của hệ thống. Trong đó, tâm mẫu phân xạ miêu tả khoảng cách giữa khối lượng tương tác với cảm biến và vị trí gần nhất giữa phosphor và mẫu trên màn hình phosphor. Ban đầu, nghiên cứu sử dụng một tinh thể đơn đã biết hướng được đưa vào phòng thí nghiệm SEM và một đặc điểm cụ thể của EBSP được biết tương ứng với tâm mẫu phân xạ. Các phát triển tiếp theo liên quan đến việc tận dụng các mối quan hệ hình học khác nhau giữa việc tạo ra EBSP và hình học phòng thí nghiệm (đổ bóng và di chuyển phosphor).
Rất tiếc, mỗi phương pháp này đều khó khăn và có thể dễ bị lỗi hệ thống cho một nhà điều hành chung. Thông thường, chúng không thể được sử dụng dễ dàng trong các SEM hiện đại với nhiều mục đích được chỉ định. Do đó, hầu hết các hệ thống EBSD thương mại sử dụng thuật toán chỉ mục kết hợp với sự di chuyển lặp lại của hướng tinh thể và vị trí tâm mẫu đề xuất. Giảm thiểu sự khớp giữa các dải nằm trong các mẫu thí nghiệm và trong bảng tra cứu có xu hướng hội tụ vào vị trí tâm mẫu phân xạ với độ chính xác khoảng ~0,5-1% của chiều rộng mẫu. 
Những phát triển gần đây của AstroEBSD và PCGlobal đã tăng độ chính xác trong việc xác định trung tâm mẫu (PC) và do đó là độ co dãn đàn hồi bằng cách sử dụng phương pháp phù hợp mẫu. Các phần mềm mã nguồn mở MATLAB này đã giúp mô phỏng mẫu bằng EMSoft. Việc này giúp giảm thiểu sai số hệ thống khi xác định độ chính xác của PC. Tuy nhiên, các phương pháp truyền thống khác vẫn còn tồn tại và có thể sử dụng được trên SEM hiện đại với nhiều mục đích được chỉ định.

### Bản đồ EBSD

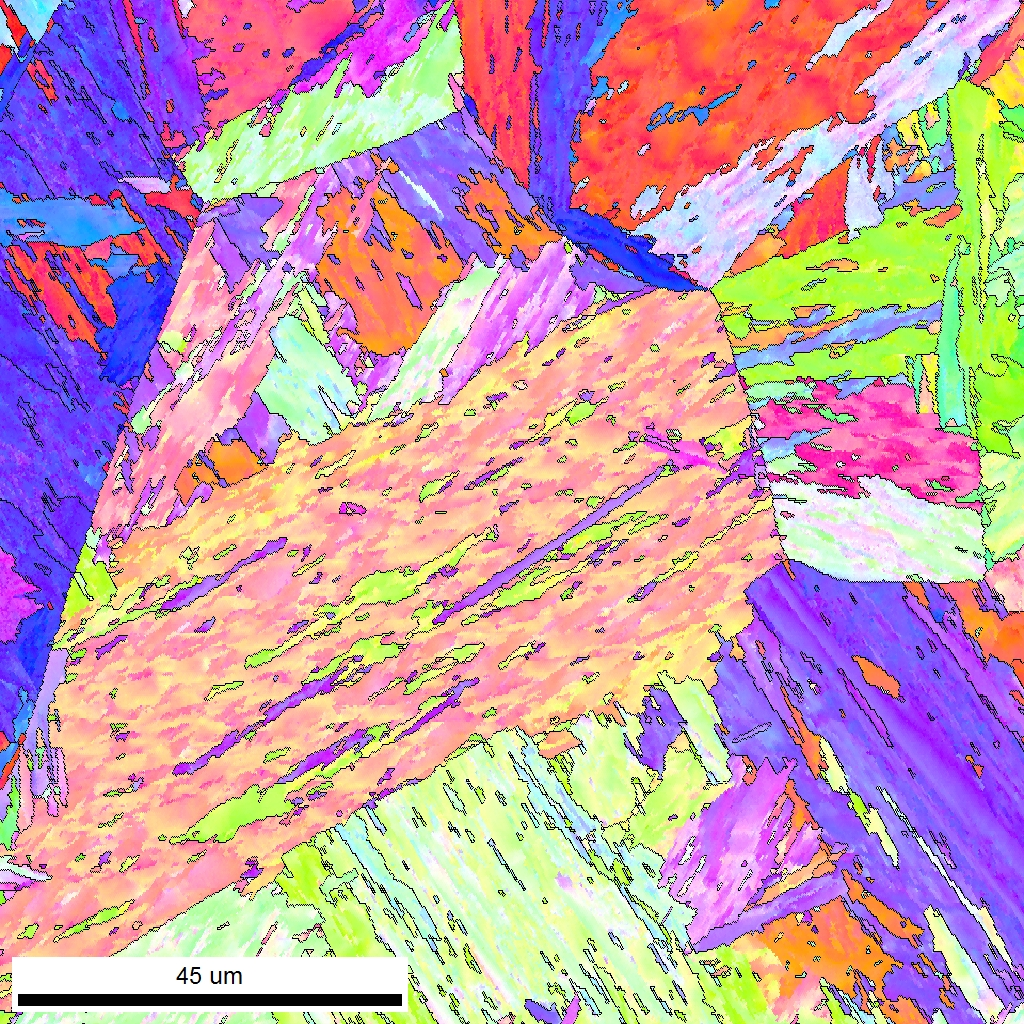
Bản đồ hướng EBSD (đã chỉ mục) cho thấy martenxit gai sắt với các ranh giới góc lớn hơn 10°.

Kết quả chỉ mục được sử dụng để tạo ra một bản đồ về hướng tinh thể tại mỗi điểm trên bề mặt đang được nghiên cứu. Do đó, việc quét tia electron theo một kiểu quy định (thường là một lưới hình vuông hoặc lục giác, được điều chỉnh để khắc phục hiện tượng co dãn ảnh do nghiêng mẫu gây ra) sẽ tạo ra nhiều bản đồ vi mô về cấu trúc phức tạp. Những bản đồ EBSD có thể trình bày không gian hướng tinh thể của vật liệu được khảo sát và được sử dụng để khảo sát microtexture và hình thái mẫu. Các bản đồ này có thể miêu tả hướng hạt, ranh giới và chất lượng mẫu vết quang phổ (hình ảnh). Các công cụ thống kê khác nhau có thể đo trung bình sai khác hướng, kích thước hạt và kết cấu tinh thể học. Từ tập dữ liệu này, người dùng có thể tạo ra nhiều bản đồ, biểu đồ và đồ thị.
Dữ liệu về hướng có thể được trực quan hóa bằng nhiều kỹ thuật khác nhau, bao gồm mã màu, đường đồng mức và các hình vẽ định hướng tinh thể.
Tuy nhiên, việc căn chỉnh kính hiển vi, sự thay đổi vị trí hình ảnh, hiện tượng méo hình quét tăng lên khi thu nhỏ độ phóng đại, bề mặt mẫu chưa chuẩn bị tốt, bị nhiễm bẩn và gồ ghề, thay đổi trong vật liệu, sự cố định vị trí ranh giới và chất lượng bộ dò có thể dẫn đến sự không chắc chắn trong việc xác định hướng tinh thể. Cơ bản, tỷ lệ tín hiệu/độ ồn của mẫu EBSD phụ thuộc vào vật liệu và giảm đi với tốc độ thu thập và dòng điện tia vô hướng cao, điều này ảnh hưởng trực tiếp đến độ phân giải góc của các đo lường.

## Đo đạc biến dạng
Đo đạc các dịch chuyển toàn cục, biến dạng đàn hồi và mật độ dislocation cần thiết về hình học cung cấp thông tin định lượng về hành vi đàn hồi và dẻo của vật liệu ở tỷ lệ vi mô. Để đo đạc biến dạng ở tỷ lệ vi mô, cần xem xét cẩn thận các chi tiết quan trọng khác ngoài sự thay đổi về chiều dài/hình dạng (ví dụ như cấu trúc tại chỗ, các hướng hạt tinh thể riêng lẻ). Những đặc điểm vi mô này có thể được đo đạc bằng các kỹ thuật khác nhau, ví dụ như phương pháp khoan lỗ, tia X đơn sắc hoặc đa sắc kết hợp với phân tích tia X truyền năng lượng hoặc phân tích tia neutron. Tuy nhiên, kỹ thuật đánh giá phản xạ electron quay trở lại (EBSD) cung cấp sự kết hợp ấn tượng giữa độ nhạy, độ phân giải không gian và tính dễ sử dụng so với các kỹ thuật khác.
Thông tin về các sự dịch chuyển đầy đủ trường (displacements), độ co dãn đàn hồi (strains), và mật độ xuyên tâm hình học cần thiết (geometrically necessary dislocations - GND) cung cấp thông tin có thể định lượng về hành vi đàn hồi và dẻo của vật liệu ở tỷ lệ vi mô. Tuy nhiên, để đo lường độ biến dạng ở tỷ lệ vi mô cần xem xét kỹ lưỡng các chi tiết khác ngoài sự thay đổi độ dài/hình dạng (ví dụ: kết cấu địa phương, hướng hạt tinh thể riêng lẻ). Những đặc trưng tỉ mỉ này có thể được đo bằng các kỹ thuật khác nhau như phương pháp khoan lỗ, phát xạ tia X đơn sắc hoặc đa sắc và phân tích năng lượng phân tán tia X (energy-dispersive X-ray diffraction - XRD) hoặc phân tích nơtron (neutron diffraction - ND). Tuy nhiên, kỹ thuật phân tích tia electron phản xạ lùi (EBSD) cung cấp một sự kết hợp ấn tượng giữa độ nhạy, độ phân giải không gian và dễ sử dụng so với các kỹ thuật khác. EBSD là một phương pháp dùng tia điện tử để xem cấu trúc của vật liệu. EBSD có thể cho biết vật liệu bị co giãn hay méo mó như thế nào ở những điểm rất nhỏ. Những thông tin này giúp các nhà nghiên cứu hiểu được vật liệu chịu lực hay gãy vỡ ra sao, để phát triển các mô hình về hành vi của vật liệu dưới các điều kiện tải khác nhau, và để tối ưu hóa quá trình xử lý và hiệu suất của vật liệu. Tổng thể, đo lường biến dạng sử dụng EBSD là một công cụ mạnh mẽ để nghiên cứu sự biến dạng và hành vi cơ học của vật liệu, và được sử dụng rộng rãi trong khoa học và kỹ thuật vật liệu nghiên cứu và phát triển.

### Các thử nghiệm trước đó
Sự thay đổi và suy giảm trong các mẫu phân tán ngược của electron (EBSPs) cung cấp thông tin về thể tích phân tán. Sự suy giảm mẫu (tức là chất lượng khuếch tán) có thể được sử dụng để đánh giá mức độ nhựa thông qua chất lượng mẫu/hình ảnh (IQ) nơi IQ được tính từ tổng các đỉnh được phát hiện khi sử dụng biến đổi Hough truyền thống. Wilkinson là người đầu tiên dùng cách xem các đường sáng trên hình ảnh phân tán ngược của electron để biết vật liệu bị co giãn như thế nào. Nhưng cách này không chính xác lắmprecision  (0.3% đến 1%); Nhưng cách này không được dùng cho kim loại vì kim loại chỉ co giãn được một chút (0.2%) trước khi bị biến dạng. Cách này chỉ tốt khi vật liệu co giãn rất ít, vì các đường sáng sẽ dịch chuyển theo cách mà các nguyên tử trong vật liệu sắp xếp lại. Vào đầu những năm, Troost et al. và Wilkinson et al. đã dùng cách xem sự thay đổi của các đường sáng và các điểm sáng trên hình ảnh phân tán ngược của electron để biết vật liệu bị co giãn và xoay nguyên tử như thế nào. Cách này khá chính xác, chỉ sai lệch 0.02%.

### Phân tích tinh thể phản xạ điện tử độ phân giải cao (HR-EBSD)

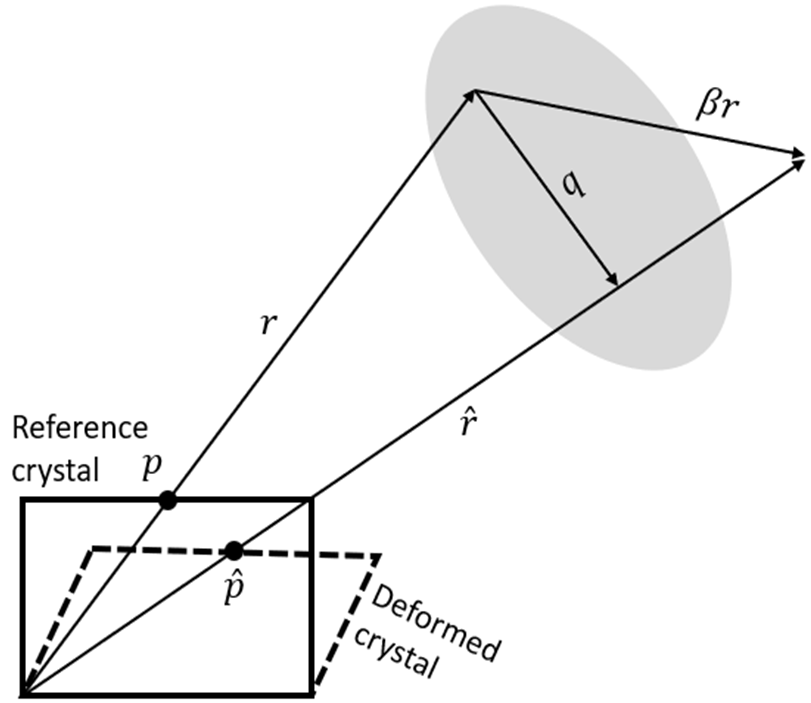
Sự dịch chuyển mô hình giữa các tinh thể tham chiếu và bị biến dạng trong mẫu EBSP được chiếu lên màn hình phosphor

Phương pháp HR-EBSD (High Angular Resolution Electron Backscatter Diffraction) dựa trên cross-correlation, được giới thiệu bởi Wilkinson và cộng sự, là một kỹ thuật dựa trên việc sử dụng kính hiển vi điện tử quét (SEM) để tạo bản đồ độ co giãn và xoay tương đối, cũng như ước tính mật độ dislocation cần thiết hình học (GND) trong các vật liệu tinh thể. Phương pháp HR-EBSD sử dụng cross-correlation ảnh để đo lượng dịch chuyển mẫu giữa các vùng quan tâm (ROI) trong các mẫu electron backscatter diffraction (EBSP) khác nhau với độ chính xác dưới pixel. Nhờ đó, độ méo lưới tương đối giữa hai điểm trong một tinh thể có thể được tính toán bằng cách sử dụng sự dịch chuyển mẫu từ ít nhất bốn ROI không cùng phẳng.
Tensor gradient của sự thay đổi vị trí ({\displaystyle \beta }) (hoặc sự méo lệch hạt lưới địa phương) liên quan đến sự dịch chuyển hình học được đo trong mẫu giữa điểm được thu thập ({\displaystyle {\widehat {p}}}) và vector kết nối (không thuộc một mặt phẳng) tương ứng ({\displaystyle {\widehat {r}}}), và điểm tham chiếu ({\displaystyle p}) trong mẫu và vector kết nối tương ứng ({\displaystyle r}). Do đó, vector (dịch chuyển hình) ({\displaystyle q}) có thể được viết dưới dạng các phương trình dưới đây, trong đó {\displaystyle x_{i}} và {\displaystyle u_{i}} là hướng và sự dịch chuyển theo hướng {\displaystyle i} tương ứng.
{\displaystyle q=\beta r-(\beta r.{\widehat {r}}){\widehat {r}}}
{\displaystyle \beta ={\begin{pmatrix}{\partial u_{1} \over x_{1}}&{\partial u_{1} \over x_{2}}&{\partial u_{1} \over x_{3}}\\{\partial u_{2} \over x_{1}}&{\partial u_{2} \over x_{2}}&{\partial u_{2} \over x_{3}}\\{\partial u_{3} \over x_{1}}&{\partial u_{3} \over x_{2}}&{\partial u_{3} \over x_{3}}\end{pmatrix}},\qquad r={\begin{pmatrix}{r_{1}}\\{r_{2}}\\{r_{3}}\\\end{pmatrix}}}
Các dịch chuyển được đo trong mặt phẳng của phosphor (bộ cảm biến) ({\displaystyle \beta _{3}r_{3}=0}), và mối quan hệ này được đơn giản hóa; do đó, tám trong số chín thành phần của tensor gradient sự dịch chuyển có thể được tính toán bằng cách đo sự dịch chuyển (và ) tại bốn vùng khác nhau, được cách xa rộng trên EBSP. Sau đó, sự dịch chuyển này được điều chỉnh sang khung mẫu (được lật ngược quanh trục Y) vì EBSP được ghi lại trên màn hình phosphor và bị lật ngược như trong một gương. Sau đó, chúng được điều chỉnh quanh trục X một góc 24° (tức là nghiêng mẫu 20° cộng với ≈4° nghiêng camera và giả sử không có tác động góc từ chuyển động của tia). Sử dụng lý thuyết biến dạng vô hạn nhỏ, gradient biến dạng được chia thành biến dạng đàn hồi (phần đối xứng, trong đó {\displaystyle ij=ji}), {\displaystyle e_{ij}} và quay tinh thể (phần không đối xứng, trong đó {\displaystyle ii=jj=0}), {\displaystyle \omega _{ij}}.
{\displaystyle e_{ij}={1 \over {2}}(\beta _{ij}+\beta _{ij}^{r}),\qquad \omega _{ij}={1 \over {2}}(\beta _{ij}-\beta _{ij}^{r})}
Các đo đạc này không cung cấp thông tin về các bộ giãn dọc theo thể tích / thể tích. Bằng cách áp đặt điều kiện biên là áp suất phía trên bề mặt ({\displaystyle \sigma _{33}}) bằng không (tức là bề mặt không bị chịu lực), và sử dụng định luật Hooke với hằng số đàn hồi đàn hồi có tính không đồng nhất, độ tự do thứ chín bị mất này có thể được ước tính trong vấn đề tối ưu hóa này thông qua việc sử dụng trình giải quyết phi tuyến tính.
{\displaystyle \sigma _{33}=C_{33kl}e_{kl}=0}
Ở đây, {\displaystyle C} là bộ tỉ độ cứng không đồng nhất của tinh thể. Hai phương trình này được giải để tính toán lại độ co giãn đàn hồi của biến dạng đẩy của tinh thể ({\displaystyle \varepsilon _{kl}}), bao gồm bộ tỉ độ co giãn thứ chín (cầu). Một phương pháp khác mà xem xét toàn bộ {\displaystyle \beta } có thể được tìm thấy trong. 
{\displaystyle e_{ij}={\begin{pmatrix}{e_{11}}\\{e_{22}}\\{e_{33}}\\{2e_{12}}\\{2e_{13}}\\{2e_{23}}\\\end{pmatrix}},\qquad {\begin{pmatrix}{k_{1}}\\{k_{2}}\\{k_{3}}\\\end{pmatrix}}={\begin{pmatrix}{e_{11}-e_{33}}\\{e_{22}-e_{33}}\\{e_{12}C_{3312}+e_{13}C_{3313}+e_{23}C_{3323}}\\\end{pmatrix}}}
{\displaystyle \varepsilon _{33}={k_{1}C_{1133}+k_{2}C{2233}+k_{3} \over C_{1133}+C_{2233}+C_{3333}},\qquad \therefore \varepsilon _{kl}={\begin{pmatrix}{k_{1}+\varepsilon _{33}}\\{k_{2}+\varepsilon _{33}}\\{\varepsilon _{33}}\\{2e_{12}}\\{2e_{13}}\\{2e_{23}}\\\end{pmatrix}}}
Cuối cùng, các đại lượng căng và độ biến dạng được kết nối với nhau thông qua bộ tỉnh mạch không đồng nhất của tinh thể ({\displaystyle C_{klij}}), và bằng cách sử dụng quy ước tổng hợp Einstein với tính đối xứng của các đại lượng căng ({\displaystyle \sigma _{ij}=\sigma _{ji}}).
{\displaystyle \sigma _{ij}=C_{ijkl}\varepsilon _{kl}}
Độ chính xác của dữ liệu có thể được đánh giá bằng cách lấy trung bình hình học của tất cả các đỉnh/cường độ tương quan của ROI. Giá trị nhỏ hơn 0,25 có thể cho thấy sự cố với chất lượng của EBSPs. Bên cạnh đó, mật độ dislocation cần thiết hình học (GND) có thể được ước tính từ các quay lưới đo được bằng phương pháp HR-EBSD bằng cách liên kết trục quay và góc quay giữa các điểm bản đồ hàng xóm với các loại và mật độ dislocation trong vật liệu sử dụng bảng số liệu của Nye.

### Chính xác và phát triển
Phương pháp HR-EBSD đã được chứng minh đạt được độ chính xác của ±10–4 trong các thành phần của bản đồ độ lệch biến dạng (tức là biến dạng và xoay theo radian) bằng cách đo sự thay đổi ở độ phân giải của hình ảnh bản đồ là ±0.05 điểm ảnh. Tuy nhiên, nó bị giới hạn ở biến dạng và xoay nhỏ (<1,5°). Britton và Wilkinson đã nâng giới hạn xoay lên đến ≈11° bằng cách sử dụng kỹ thuật đặt lại ánh xạ tái tính toán độ bền sau khi biến đổi các mẫu với ma trận xoay ({\displaystyle R}) được tính toán từ lần lặp trùng hợp đầu tiên.
{\displaystyle R={\begin{pmatrix}\cos \omega _{12}&\sin \omega _{12}&0\\-\sin \omega _{12}&\cos \omega _{12}&0\\0&0&1\end{pmatrix}}{\begin{pmatrix}1&0&0\\0&\cos \omega _{23}&\sin \omega _{23}\\0&-\sin \omega _{23}&\cos \omega _{23}\end{pmatrix}}{\begin{pmatrix}\cos \omega _{31}&0&-\sin \omega _{31}\\0&1&0\\\sin \omega _{31}&0&\cos \omega _{31}\end{pmatrix}}}

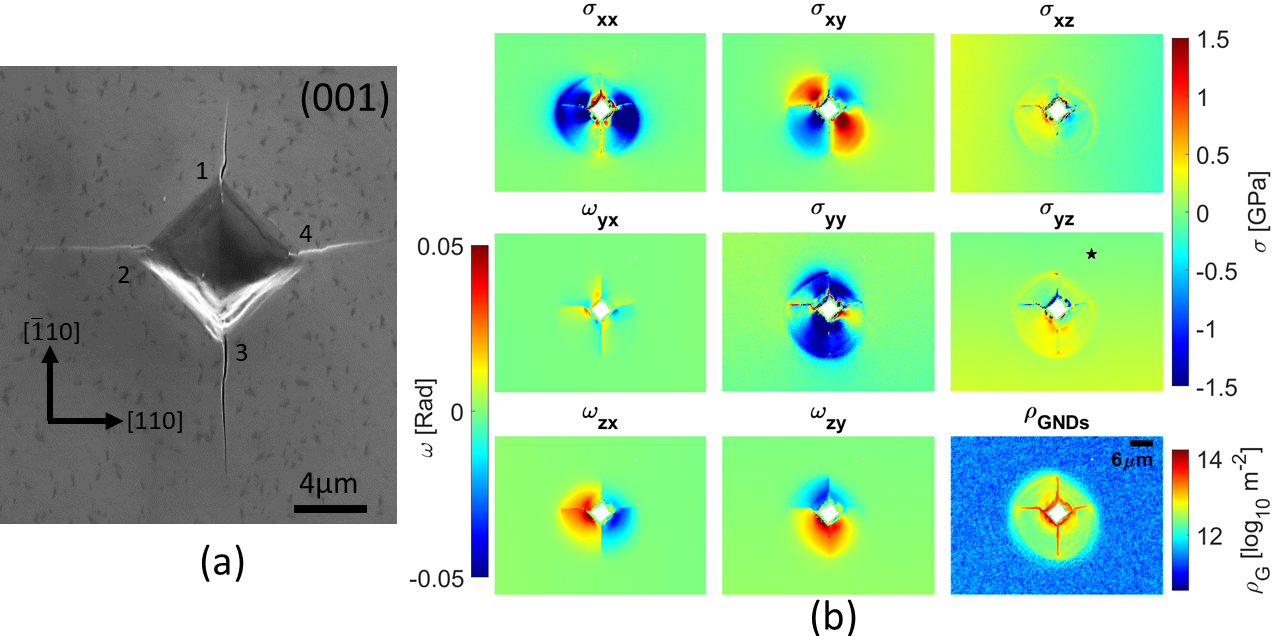
(a) Hình ảnh electron phụ (SE) cho lỗ đẩy trên tinh thể đơn tinh (001). (b) Các thành phần căng và xoay HR-EBSD và mật độ gợi ý hình học của các dislocation. EBSP_{0} được đánh dấu với một ngôi sao trong.

Tuy nhiên, khi góc quay mạng tinh thể tiếp tục tăng lên, thường là do biến dạng nhựa nghiêm trọng, sẽ gây ra sai sót trong tính toán độ co giãn đàn hồi. Ruggles và các đồng nghiệp của ông đã chứng minh được sự cải thiện độ chính xác của HR-EBSD, ngay cả ở góc quay của mẫu lên đến 12 độ, bằng cách sử dụng phương pháp dựa trên Gauss-Newton nghịch đảo hợp thành (ICGN) thay vì phương pháp cross-correlation. Vermeij và Hoefnagels cũng đã thiết lập một phương pháp đạt độ chính xác của các thành phần gradient sự thay đổi vị trí bằng ±10–5 bằng cách sử dụng một khung viền IDIC (digital image correlation and tracking) tích hợp toàn bộ trường thay đổi vị trí thay vì chia các EBSP thành các vùng ROI nhỏ. Các mẫu trong IDIC được hiệu chỉnh để loại bỏ nhu cầu tái ánh xạ lên đến ≈14°. Dưới đây là sự so sánh giữa EBSD dựa trên phép biến đổi Hough truyền thống và HR-EBSD.
|                                                                         | EBSD truyền thống                       | HR-EBSD                                     |
| Định hướng tuyệt đối                                                    | 2°                                      | N/A                                         |
| Sai lệch định hướng                                                     | 0.1° to 0.5°                            | 0.006° (1 x 10–4 rad)                       |
| Dư lượng độn cục @ bước 1 µm Đơn vị đo trong lines/m2 (với b = 0,3 nm). | > 3 x 1013                              | > 3 x 1011                                  |
| Biến dạng dư thừa tương đối                                             | N/A                                     | Biến dạng co giãn đàn hồi phi trục 1 x 10-4 |
| Ứng dụng thực hành                                                      | Cấu trúc tinh thể, kết cấu vi mô, v.v." | Biến dạng                                   |

Tuy nhiên, các đo đạc này không cung cấp thông tin về sự biến dạng thể tích/ dãn dọc,  bởi vì không có sự thay đổi về mặt phẳng hoặc góc của các mặt tinh thể (hướng tinh thể) mà chỉ có sự thay đổi về vị trí/độ rộng của các dải Kikuchi (và sự tương ứng năng lượng của chúng).

### Vấn đề mẫu tham chiếu
Trong phân tích HR-EBSD, trường biến dạng mạng tinh thể vẫn được tính toán liên quan đến một mẫu tham chiếu hoặc điểm (EBSP0) mỗi hạt trong bản đồ, và phụ thuộc vào biến dạng mạng tinh thể tại điểm đó. Trường biến dạng mạng tinh thể trong mỗi hạt được đo đạc liên quan đến điểm này; do đó, biến dạng tuyệt đối của mạng tinh thể tại điểm tham chiếu (so với tinh thể không bị méo mó) bị loại bỏ khỏi các bản đồ biến dạng đàn hồi và xoay của HR-EBSD. Vấn đề 'mẫu tham chiếu' này tương tự như 'vấn đề d0' trong phân tích tia X, và ảnh hưởng đến độ lớn giả định của các trường căng HR-EBSD. Tuy nhiên, việc lựa chọn mẫu tham chiếu (EBSP0) đóng vai trò quan trọng, vì EBSP0 bị biến dạng nghiêm trọng sẽ thêm các biến dạng tinh thể ảo vào các giá trị bản đồ, do đó làm giảm độ chính xác của đo lường.

Số hệ số tương quan tuyến tính giữa điều kiện cục bộ tại điểm EBSP0 và điều kiện trung bình tại hạt cho pha ferrite (Fe-α) và austenite (Fe-γ) của DSS được làm giàu bằng tuổi, độ co giãn chính trong mặt phẳng lớn nhất, độ lệch góc trung bình (MAE) và mật độ xếp chồng lượng không gian (GND) cũng như cho silic. Phân tích xem xét độ lớn của đỉnh tương quan (PH) trong các điều kiện đó..

Sự biến đổi khuyết tối thiểu địa phương tại EBSP0 ảnh hưởng đến bản đồ HR-EBSD kết quả, ví dụ, một mẫu tham chiếu bị biến dạng trong căng thẳng sẽ giảm trực tiếp độ lớn căng ép trong bản đồ HR-EBSD trong khi ảnh hưởng gián tiếp đến độ lớn thành phần khác và phân bố không gian của căng ép. Hơn nữa, việc chọn EBSP0 ảnh hưởng đến phân bố và độ lớn của mật độ GND, và việc chọn một mẫu tham chiếu với mật độ GND cao hơn sẽ làm giảm chất lượng tương quan chéo, thay đổi phân bố không gian và gây ra nhiều lỗi hơn so với việc chọn một mẫu tham chiếu với biến dạng mạng tinh thể cao. Ngoài ra, không có sự kết nối hình thức nào giữa IQ của EBSP0 và biến đổi khuyết tối thiểu địa phương của EBSP0.
Việc sử dụng mô phỏng các mẫu tham chiếu để đo độ co giãn tuyệt đối vẫn là một lĩnh vực nghiên cứu và xem xét tích cực khi gặp phải các khó khăn do sự biến thiên của hiệu ứng phản xạ điện tử không đàn hồi theo độ sâu, giới hạn độ chính xác của các mô hình mô phỏng hiệu ứng phản xạ động và việc xác định không chính xác trung tâm mẫu dẫn đến các thành phần co giãn giả mạo, khiến chúng bị hủy bỏ khi sử dụng các mẫu tham chiếu được thu thập thực nghiệm. Các phương pháp khác cho rằng độ co giãn tuyệt đối tại EBSP0 có thể được xác định bằng mô phỏng phần tử hữu hạn tinh thể nhựa (CPFE), sau đó có thể được kết hợp với dữ liệu HR-EBSD (ví dụ, bằng phương pháp 'top-up' tuyến tính) để tính toán các biến dạng mạng tinh thể tuyệt đối..
Ngoài ra, ước lượng mật độ GND về cơ bản không nhạy cảm (hoặc phụ thuộc không đáng kể) vào sự lựa chọn của EBSP0,), vì chỉ sử dụng sự khác biệt từ điểm này đến điểm láng giềng trong bản đồ quay tinh thể để tính toán mật độ GND. Tuy nhiên, điều này giả định rằng sự méo rỗng tinh thể tuyệt đối của EBSP0 chỉ thay đổi các thành phần bản đồ quay lưới tương đối bằng một giá trị hằng số và biến mất trong các phép toán đạo hàm, tức là phân bố méo rỗng của lưới tinh thể không phụ thuộc vào sự lựa chọn của EBSP0.

### Lựa chọn mẫu tham chiếu
Các tiêu chí hiện có để chọn EBSP0 có thể là một hoặc một sự kết hợp của: 
- Lựa chọn từ các điểm có mật độ GND thấp hoặc sai lệch trung bình của Kernel (KAM)[124] dựa trên sai lệch góc của hạt cục địa phương được đo bằng phương pháp Hough;
- Chọn điểm có chất lượng hình ảnh cao (IQ) để phân tích trong các vùng ít bị lỗi trong khối lượng tương tác điện tử, được giả định là các vùng ít bị căng thẳng trong vật liệu đa tinh.[125][126] Tuy nhiên, IQ không mang nghĩa vật lý rõ ràng và các độ méo tương đối của lưới đo được không nhạy cảm với IQ của EBSP₀. Có các phương pháp khác thay thế cho IQ trong EBSD.[127][103][1]
- EBSP0 cũng có thể được lựa chọn thủ công để cách xa các nơi có khả năng tập trung căng thẳng như biên giới hạt, chất bao phủ hoặc vết nứt bằng các tiêu chí chủ quan;[103]
- Lựa chọn EBSP0 sau khi xem xét mối quan hệ kinh nghiệm giữa tham số tương quan chéo và sai số góc, được sử dụng trong thuật toán lặp để xác định mẫu tham chiếu tối ưu nhằm tối đa hóa độ chính xác của HR-EBSD.

Những tiêu chuẩn này giả định rằng những tham số này có thể chỉ ra điều kiện độ co căng tại điểm tham chiếu, từ đó có thể tạo ra các đo lường chính xác lên đến 3.2 x 10-4 độ co căng đàn hồi. Tuy nhiên, các đo lường thực nghiệm chỉ ra sự không chính xác của HR-EBSD trong việc xác định phân bố và độ lớn của các thành phần độ co căng trượt theo phương vuông góc mặt phẳng.

### Codes
- Hielscher, Schaeben (2008). "MTEX (EBSD analysis)". MTEX.
- Ruggles, T. J.; Bomarito, G. F.; Qiu, R. L.; Hochhalter, J. D. (ngày 1 tháng 12 năm 2018). "OpenXY (HR-EBSD)". GitHub.{{Chú thích web}}:  Quản lý CS1: nhiều tên: danh sách tác giả (liên kết)
- M. De Graef (tháng 7 năm 2017). "EMsoft (simulate EBSP)". GitHub.
- Vivian, Tong; Ben, Britton (tháng 7 năm 2017). "TrueEBSD: correcting spatial distortions in electron backscatter diffraction maps". Ultramicroscopy. Quyển 221. tr. 113130. arXiv:1909.00347. doi:10.1016/j.ultramic.2020.113130. PMID 33290982. S2CID 202538027.

### Videos
- Britton, Ben (ngày 11 tháng 1 năm 2021). Introduction to EBSD: Section 1 - What can EBSD tell you?. YouTube.

- Nowell, Matt (ngày 22 tháng 2 năm 2022). Learn How I Prepare Samples for EBSD Analysis. EDX (YouTube).

- Electron Backscatter Diffraction Explained: QUANTAX EBSD. Bruker Nano Analytics (YouTube). ngày 1 tháng 9 năm 2020.